# マクラーレン・MP4-30
マクラーレン MP4-30 (McLaren MP4-30) は、マクラーレンが2015年のF1世界選手権参戦用に開発したフォーミュラ1カーである。

## 概要
2008年以来7年ぶりのF1復帰となるホンダ製パワーユニットを搭載したマシン。「マクラーレン・ホンダ」としては1992年のMP4/7A以来のコンビ復活となる。

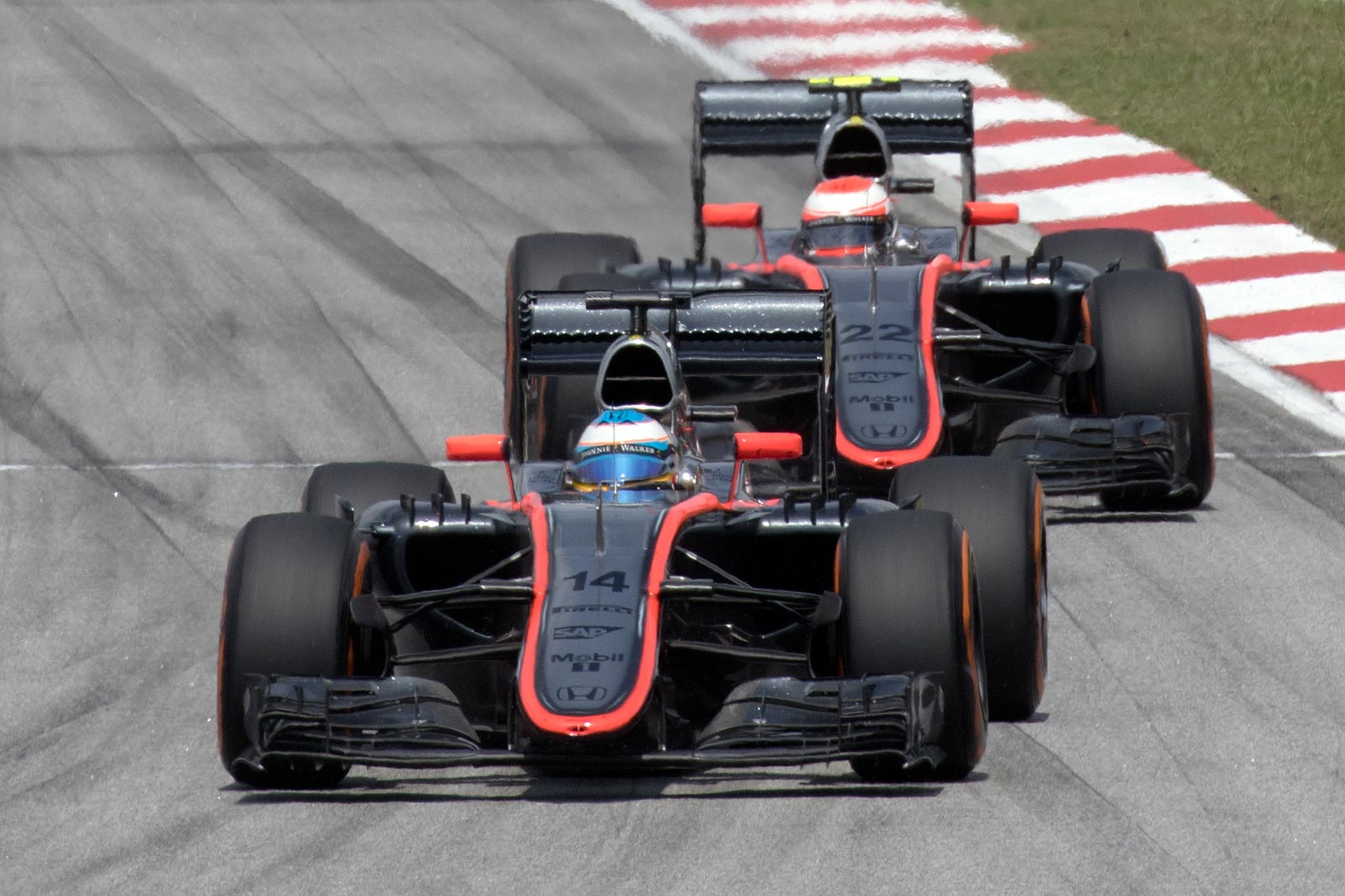
MP4-30（初期カラー）

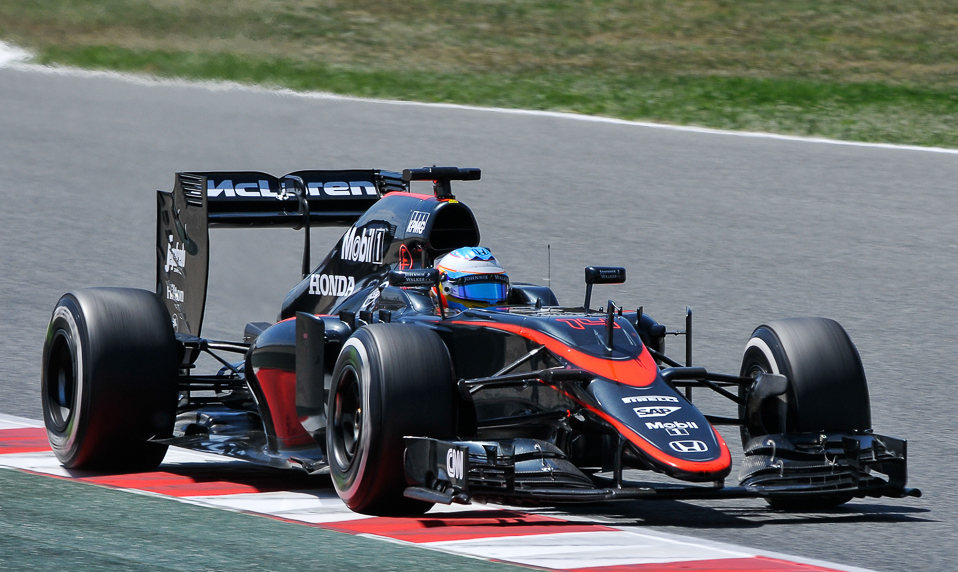
MP4-30（後期カラー）

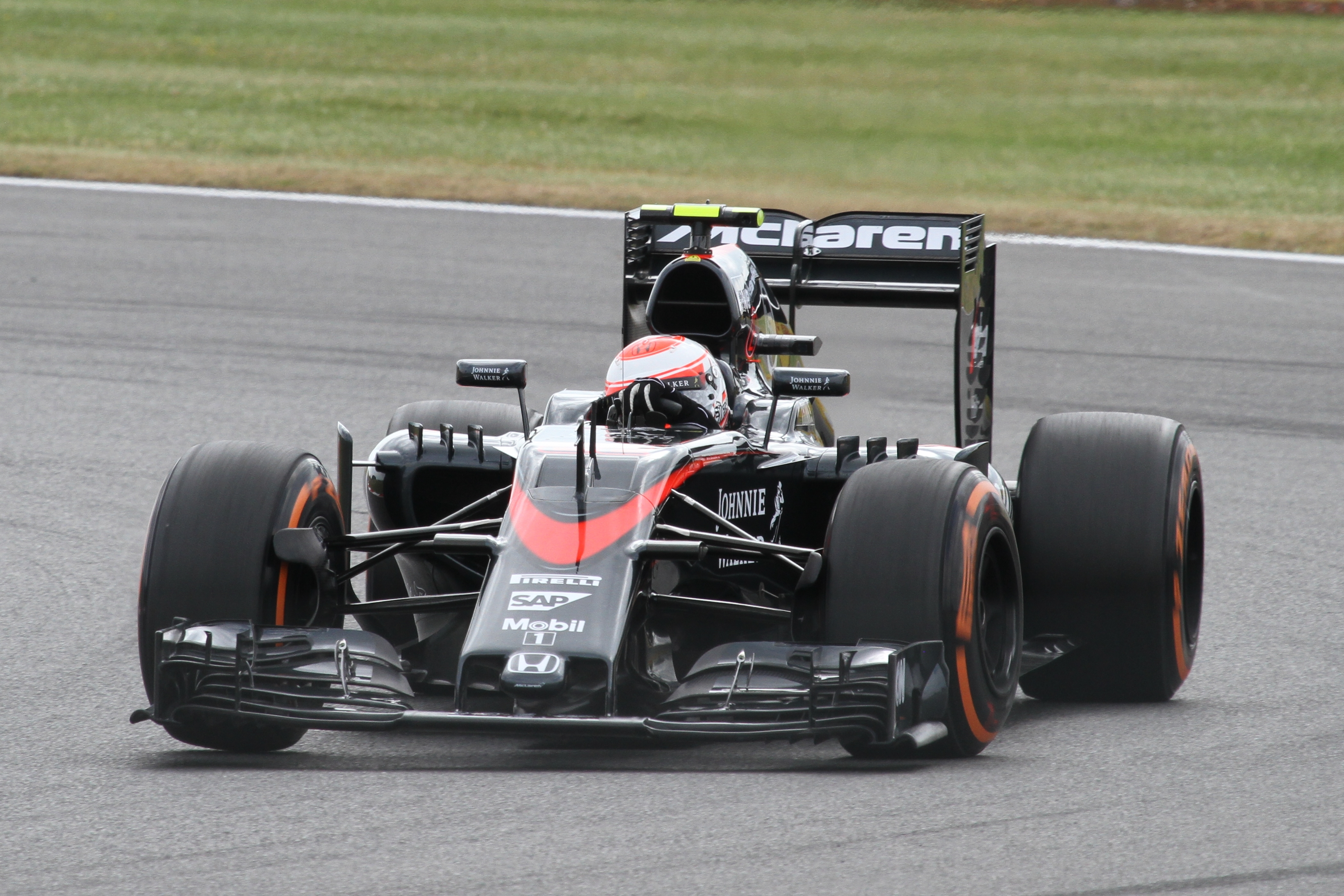
MP4-30（ショートノーズ仕様）

正式発表前には、車名の区切り文字が従来のハイフン区切りからMP4/11以前のスラッシュ区切りに戻されるという話が出ており、実際ティザーサイトでは「MP4/30」という表記も見られたが、最終的には従来のハイフン区切りを踏襲している。
車体設計においては、空力的メリットを得るために車体後部をタイトに絞り込んだ「サイズゼロ」コンセプトを導入。パワーユニットはメルセデスが先鞭をつけた「スプリットターボ方式」を採用し、非常にコンパクトにデザインされた。しかし、そのアグレッシブな設計ゆえに冷却系の問題が発生。また、シリンダーバンク内に収められたコンプレッサーを小型化した結果、MGU-H（熱エネルギー回生）の発電量が不足し、デプロイメント（エネルギーの使用配分）の問題にも悩まされた。モンテカルロやハンガロリンクのような低速コースでは表面化しないものの、高速コースではバッテリー切れになってしまい、直線でなす術もなく抜かれるような場面が見受けられた（回生エネルギーのアシストは160馬力）。
ノーズはフェラーリ・SF15-Tと同じく、前方へ低く長く伸びたデザインを採用したが、第8戦オーストリアGPよりウィリアムズ・FW37のような先端に突起の付いたショートノーズに変更された。
カラーリングはボーダフォンカラー以前の、MP4-20に近いノーズに赤い縁取りのシルバーアローカラーで開幕を迎える。第5戦スペイングランプリで、グラファイトグレーを基調とした新カラーリングに変更された。

## 2015年シーズン
プレシーズンテストでは走り始めからトラブルが多発。合計周回数は参加9チーム中最下位。フェルナンド・アロンソはテスト中のクラッシュの影響で開幕戦を欠場した。
開幕戦オーストラリアGPでは気温上昇による熱害を避けるため、パワーユニットをセーブして走行。予選は最後列に2台が並び、決勝はアロンソの代役のケビン・マグヌッセンがスタート前にリタイア、ジェンソン・バトンは完走11台中最下位だった。
第6戦モナコGPでバトンが8位入賞し、初ポイントを獲得。第8戦イギリスグランプリではアロンソが10位入賞した。第10戦ハンガリーGPでは、フェルナンド・アロンソが5位入賞、ジェンソン・バトンが9位入賞となり2015年シーズン初のダブル入賞となった。
第11戦ベルギーGPではニュースペックエンジンを投入。部品交換によるグリッド降格ペナルティが2台合計105グリッド（アロンソ55・バトン50）に達した。ホンダの地元レースである第14戦日本GPでは、マシンの遅さに苛立ったアロンソが、無線で「GP2エンジン」と叫んだ。ホンダへの批難について、新井康久プロジェクトリーダーは「すべてがエンジンの責任ではないんです。シャシーに関しても問題はたくさんあります」と反論した。
第15戦ロシアGP、第16戦アメリカGPではバトンが連続入賞し、最終戦アブダビGPではアロンソがレース中の最速ラップで3番手のタイムを記録した。コンストラクターズ選手権順位は10チーム中9位に終わった。

## スペック

### シャーシ
- シャーシ名：MP4-30
- シャーシ構造：カーボンファイバー/ハニカムコンポジット構造
- ブレーキキャリパー：曙ブレーキ工業（AKEBONO）
- ブレーキディスク・パッド：AKEBONO ベンチレーテッド式カーボンファイバーディスクブレーキ
- サスペンション：前後独立懸架 前輪プッシュロッド式/後輪プルロッド式トーションスプリング
- 無線：ケンウッド
- ホイール：エンケイ
- バッテリー：リチウムイオンバッテリー 20-25kg
- 重量：702kg（ドライバー含む・燃料は含まず）
- タイヤ：ピレリ P-Zero

### エンジン
- エンジン名：本田技研工業（ホンダF1） RA615H
- 気筒数・角度：V型6気筒・90度
- 排気量：1,600cc
- 最高回転数：15,000rpm（レギュレーションで規定）
- ターボ：シングル
- バルブ数：24
- バルブ駆動：圧搾空気式
- 燃料：エクソンモービル High Performance Unleaded
- 潤滑油：モービル1 エンジンオイル
- 重量：145kg

### ERS システム
- バッテリー出力：4MJ（1周あたり）
- MGU-K 出力：120KW
- MGU-K 最高回転数：50,000 rpm
- MGU-H 最高回転数：125,000 rpm

### ギアボックス
- ギアボックス：マクラーレン製 縦置き セミオートマチック・シーケンシャル電子制御（クイックシフト） 8速＋リバース1速

## 記録
| 年   | No. | ドライバー   | 1   | 2   | 3   | 4   | 5   | 6   | 7   | 8   | 9   | 10  | 11  | 12  | 13  | 14  | 15  | 16  | 17  | 18  | 19  | ポイント | ランキング |
| 年   | No. | ドライバー   | AUS | MAL | CHN | BHR | ESP | MON | CAN | AUT | GBR | HUN | BEL | ITA | SIN | JPN | RUS | USA | MEX | BRA | ABU | ポイント | ランキング |
| ---- | --- | ------------ | --- | --- | --- | --- | --- | --- | --- | --- | --- | --- | --- | --- | --- | --- | --- | --- | --- | --- | --- | -------- | ---------- |
| 2015 | 14  | アロンソ     |     | Ret | 12  | 11  | Ret | Ret | Ret | Ret | 10  | 5   | 13  | 18† | Ret | 11  | 11  | 11  | Ret | 15  | 17  | 27       | 9位        |
| 2015 | 20  | マグヌッセン | DNS |     |     |     |     |     |     |     |     |     |     |     |     |     |     |     |     |     |     | 27       | 9位        |
| 2015 | 22  | バトン       | 11  | Ret | 14  | DNS | 16  | 8   | Ret | Ret | Ret | 9   | 14  | 14  | Ret | 16  | 9   | 6   | 14  | 14  | 12  | 27       | 9位        |

- 太字はポールポジション、斜字はファステストラップ、DSQは失格
- † 印はリタイアだが、90%以上の距離を走行したため規定により完走扱い。
- アロンソがシーズン開幕前のテストにて負傷したため開幕戦オーストラリアGPはアロンソにかわりマグヌッセンが出走。